# Joaquín Suárez de Rondelo
Joaquín Suárez de Rondelo (Canelones, 18 de agosto de 1781 – Montevidéu, 26 de dezembro de 1868) foi um político uruguaio. Serviu como o primeiro chefe de governo do estado do Uruguai em 1828 e novamente em 1830. Ele serviu como Presidente do Uruguai de 1843 à 1852, durante uma guerra civil contra rebeldes liderados por Manuel Oribe. 

## Chefe de Estado do Uruguai
Em dezembro de 1828, Suárez serviu como o primeiro chefe de estado do território que seria conhecido como Uruguai dois anos depois.

## Presidente do Uruguai
Ele serviu como Presidente do Senado do Uruguai de 1841 a 1845. Suárez serviu no cargo designado como Presidente do Uruguai de 1843 a 1852, durante a Guerra Civil Uruguaia. No entanto, seu governo efetivo se limitou à velha cidade de Montevidéu; Os historiadores recordam esta regra como "Gobierno de la Defensa" (Governo de Defesa), uma vez que defendia a cidade durante o Grande Cerco de Montevidéu, que por sua vez era liderado por Manuel Oribe, que governava o resto do país.
Ele foi o presidente governante mais antigo do país.

### Designer da bandeira do Uruguai
Ele é creditado com o desenho da bandeira do Uruguai.